# TUI Travel
TUI Travel PLC era un gruppo internazionale operante nel settore del turismo quotato alla borsa di Londra. È nato dalla fusione di due società internazionali, la First Choice Holiday PLC e la divisione turismo di TUI AG che possiede il 43% della compagnia. La nuova società operava in 180 paesi nel mondo e muoveva 30 milioni di passeggeri all'anno.
Il centro direzionale si trovava a Crawley, nel West Sussex in Inghilterra. Inserita nella lista FTSE 100 Index, con circa 155 aeromobili e 3.500 aziende operanti nel turismo in Europa, dava lavoro a oltre 50.000 persone in tutto il mondo. Il gruppo, operante principalmente nel settore delle vacanze, era organizzato in 4 aziende: Generalisti, Specialisti, Mercati emergenti e Compagnie online. Nel 2014 è stata fusa con la capogruppo TUI.

## Storia

### TUI AG
La compagnia è stata fondata a Berlino nel 1923 come Preußische Bergwerks und Hütten-Aktiengesellschaft operando nel settore industriale. Nel 1959 viene quotata alla borsa di Francoforte e nel 1964 cambia denominazione diventando Preussag.. Nel 2000 acquisisce Thomson Travel e nel 2002 Hapag Lloyd, che possedeva il marchio TUI (Touristick Union International), prendendo il nome di TUI AG.

### First Choice
La compagnia, operante nel settore turistico, nacque nel 1973 con il nome di Owners Abroad. Quotata nel 1982 presso la borsa di londra, nel 1987 lanciò il marchio Air 2000 e, tre anni dopo, acquisì Redwing. 
Nel 1994 cambiò nome diventando First Choice.

### Fusione
La fusione della divisione turistica di TUI AG e First Choice fu completata nel 2007

## Organizzazione del Gruppo
La compagnia era suddivisa in 5 settori:
- Mainstream: Il settore possedeva 89 marchi compresi Thomson e First Choice, utilizzati da oltre 24 milioni di passeggeri l'anno. Questo settore era diviso a sua volta in due subcategorie (vendita di pacchetti turistici e vendita di parte di essi come ad esempio voli) e tre aree geografiche (Centro Europa, Nord Europa, Europa dell'Ovest).
  - Centro Europa - comprende Germania, Svizzera, Austria e Est Europa. Possedeva una flotta di 48 aerei, oltre 1.774 negozi e oltre 9.400 dipendenti.
  - Nord Europa - Regno Unito, Irlanda, Canada e Scandinavia. Possedeva una flotta di 84 aerei, 1.131 negozi e oltre 22.000 dipendenti.
  - Europa dell'Ovest - Francia, Italia, Paesi Bassi e Belgio. La flotta consisteva in 20 aerei, 689 negozi e oltre 6.500 dipendenti.
- Specialist and Emerging Market: Questo settore includeva 25 marchi con oltre 2 milioni di passeggeri e circa 3.000 dipendenti ed era suddiviso in tre divisioni (Destination, Premium e Lifestages).
  - Destination - l'insieme degli operatori leader nel mercato locale.
  - Premium - i 5 brand inglesi che offrivano "esperienze di vacanze di qualità superiore" in Europa, Asia e nei Caraibi.
  - Lifestages - sezione dedicata a settori specifici ad esempio la terza età.
- Online Destination Services: Questo settore comprendeva 39 marchi, serviva 15 milioni di passeggeri e offriva lavoro a oltre 4.400 impiegati. Gli operatori di questo settore operavano nella vendita diretta di vacanze e componenti singoli del viaggio come ad esempio Laterooms.com, Asiarooms,com e Hotelopia.
- Activity: Questo settore comprendeva 39 marchi, serviva oltre 400.000 turisti e comprendeva oltre 3.300 impiegati ed era suddiviso in 6 sotto-settori (Marine, Adventure, Polar, Sport, Ski & Lakes and Schools). Il business Ski comprendeva Thomson Lakes e Crystal Lakes. Marine comprende Moorings, Footloose e Sunsail Yacht, Sunsail Club (sport acquatici).
- Island Cruises: Questo settore operava nell'ambito dei viaggi crocieristici con la Royal Caribbean sotto il nome di Island Cruises.